# 6e législature de l'Assemblée fédérale suisse
La 6e législature des Chambres fédérales s'étend du 7 décembre 1863 au 2 décembre 1866. Elle correspond à la 6e législature du Conseil national, intégralement renouvelé lors des élections fédérales de 1863.

## Composition
Pour la chambre basse, 128 Conseillers nationaux sont élus.

## Présidents

### Conseil national
Cette sixième législature voit se succéder 4 présidents au Conseil national :
- Victor Ruffy (Vaud), en 1863 à 1864 ;
- Gottlieb Jäger (Argovie), de 1864 à 1865 ;
- Andreas Rudolf Planta (Grisons), de 1865 à 1866 ;
- Niklaus Niggeler (Berne), en 1866.